# Samantha Charlton
Pour les articles homonymes, voir Charlton.
Samantha Charlton, épouse Child, née le 7 décembre 1991 à Wellington, est une joueuse de hockey sur gazon néo-zélandaise évoluant au poste de défenseure au Baileys Midlands et pour l'équipe nationale néo-zélandaise.

## Biographie
Elle a fait partie de l'équipe nationale pour concourir aux Jeux olympiques d'été de 2012 à Londres,,,.

## Palmarès
- : Jeux du Commonwealth 2018
- : Coupe d'Océanie 2019
- : Coupe d'Océanie 2017
- : Jeux du Commonwealth 2014